# La legione
La legione è un romanzo storico di Simon Scarrow ambientato nel 49 d.C., pubblicato in Italia nell'agosto 2011 dalla casa editrice Newton Compton.
È il decimo romanzo della Eagles of the Empire Series con protagonisti Macrone e Catone.

## Trama
Il romanzo si collega agli avvenimenti appena conclusi nel libro precedente. Aiace ed i suoi seguaci stanno sfuggendo, ormai da due mesi, all'inseguimento da parte delle navi da guerra romane comandate dal Prefetto Catone e dal Centurione Macrone. I due romani si imbattono ben presto in un vascello con tutti i membri dell'equipaggio morti, tranne uno di nome Menelao, che afferma di essere stati assaliti da romani guidati dal Centurione Macrone.
Rientrati ad Alessandria vengono messi agli arresti da parte del Governatore della provincia d'Egitto Gaio Petronio, scoprendo che nell'ultimo mese Aiace ha razziato tutti i villaggi sulla costa, oltre ad alcune imbarcazioni, facendosi sempre passare per Macrone o Catone.

Il Governatore per fugare ogni dubbio li mette a confronto con l'ultimo sopravvissuto dell'ennesimo saccheggio, Hamedes, un sacerdote egiziano scampato al massacro e alla distruzione del tempio di Iside a Keirkut, al quale il capo dei predoni si è presentato come Catone.

A questo punto, chiarito lo stratagemma messo in atto da Aiace, il governatore libera i due amici e, affidandogli altre sei navi, gli dà un mese di tempo per trovare i ribelli.

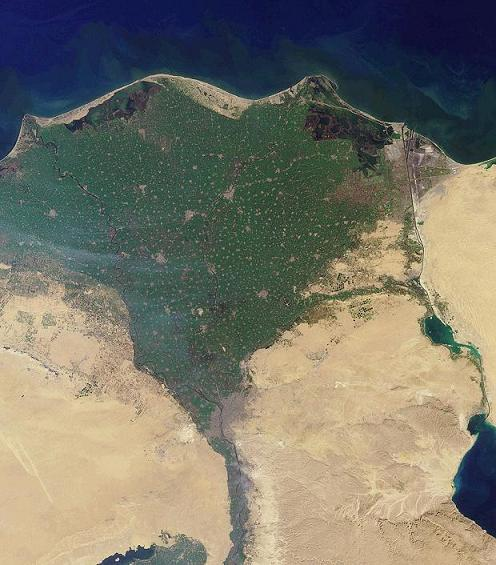
Il Delta del Nilo. Catone e Macrone inseguono Aiace prima lungo la costa e poi nell'interno fino a Menfi.

Mentre rastrellano la costa alla ricerca di Aiace, Catone e Macrone vengono richiamati d'urgenza ad Alessandria in quanto nel sud dell'Egitto i Nubiani, guidati dal Principe Talmis, hanno attraversato il confine invadendo la provincia.
Durante la rotta di rientro ad Alessandria una delle navi subisce dei danni all'albero maestro ed è costretta a fare una sosta presso la stazione di approvvigionamento navale di Epichos, che si trova lungo un ramo nascosto del delta del Nilo. Il resto della flotta attende alla foce, ma poiché la nave tarda a rientrare, Catone si insospettisce e guida un assalto ad Epichos, che si rivelerà la base di Aiace che in precedenza aveva sottratto ai romani massacrandone la guarnigione. Lo scontro comporta numerose perdite da entrambe le parti e più di una volta Catone e Macrone sono sul punto di uccidere o catturare Aiace. I ribelli però riescono a far perdere le loro tracce ed ai due amici non rimane che rientrare ad Alessandria anche a causa dei numerosi feriti che urgono di cure.

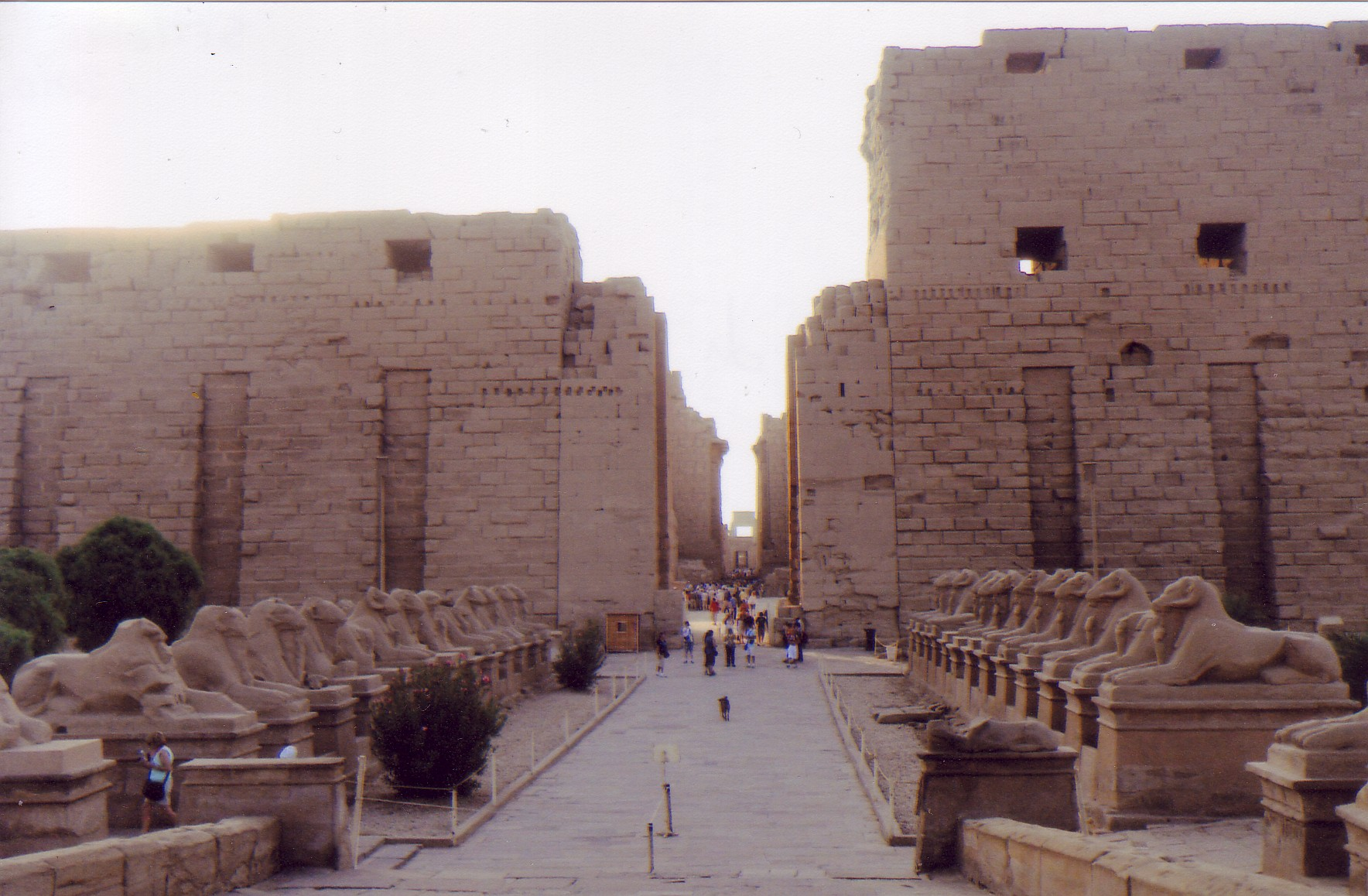
L'ingresso del tempio di Karnak. Dove Catone e Macrone giungono durante l'incessante inseguimento del fuggitivo Aiace.

Per contrastare l'invasione dei nubiani il governatore affida a Catone e Macrone il compito di recarsi nel sud dell'Egitto per integrare gli ufficiali a comando della Ventiduesima Legione, di stanza a Diospolis Magna. Li segue anche Hamedes, che viene reclutato come guida ai due. Dopo aver ridisceso il Nilo su di un barcone, giungono a Karnak dove incontrano il Prefetto di campo Aurelio che chiede a Catone di assumere la carica di tribuno anziano ed a Macrone il comando della Prima Centuria. Quindi scoprono che Aiace ha ucciso Candido, il Legato della Ventiduesima Legione, e si è unito ai nubiani.
Il Prefetto di campo Aurelio assume quindi il comando della Ventiduesima Legione ed assegna Catone e Macrone all'addestramento dei legionari, che da molti anni non sono stati impegnati in scontri militari rilevanti.
Nel frattempo Aiace, dopo essersi unito all'esercito del principe Talmis, rivela a quest'ultimo che è riuscito a far infiltrare una spia nell'esercito romano, il suo fido braccio destro Canthus. Talmis molto colpito da questa notizia nomina Aiace suo ufficiale e gli affida un intero contingente di nubiani.
Dopo che Aiace assalta ed incendia un avamposto romano, Catone e Macrone muovono le loro centurie per affrontarlo e lo raggiungono mentre si barrica dentro le mura di un tempio. I romani cominciano quindi un assedio con continuo utilizzo delle macchine d'assedio. Il primo assalto non riesce ed i romani subiscono diverse perdite. Catone salva la vita a Macrone, evitando che una lancia, scagliata da Aiace lo prenda in pieno. Catone però cadendo a terra perde i sensi e si procura una forte contusione alla spalla destra. Macrone riesce ad organizzare la ritirata e con Aurelio decide che si deve continuare con l'utilizzo delle macchine d'assedio prima di ripetere l'assalto.
Aiace frattanto, all'interno del tempio, sta meditando quale possa essere la fine migliore in vista dell'imminente assalto finale da parte dei romani, quando Canthus, la sua spia infiltrata nell'esercito romano, riesce ad entrare nel tempio e prospetta ad Aiace una via di fuga assalendo l'accampamento della cavalleria romana. Grazie all'aiuto di Canthus, che conoscendo la parola d'ordine dei romani riesce a cogliere di sorpresa le sentinelle, Aiace ed i suoi uomini migliori riescono a fuggire prendendo i cavalli dei romani.

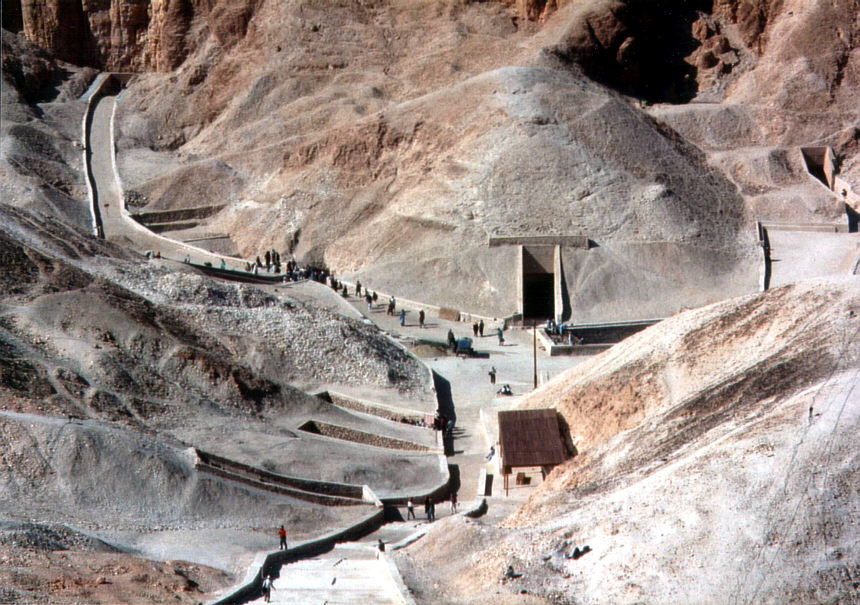
La Valle dei Re, Macrone esplora le antiche tombe alla ricerca del fuggitivo Aiace.

I fuggitivi si rifugiano nella valle dei re, all'interno di una tomba, e sempre grazie all'aiuto di Canthus riescono a fuggire nuovamente quando Macrone ed Aurelio setacciando le tombe riescono a trovarli. Aiace ed i pochi seguaci rimasti si recano da Talmis che però li incatena con lo scopo di utilizzarli quale merce di scambio ove ne fosse la possibilità.
Aurelio durante gli ultimi scontri all'interno delle tombe riporta delle ferite mortali e Catone assume quindi il comando della legione. Proprio quando si stanno organizzando i preparativi per fronteggiare le truppe del principe Talmis, questi giunge dinanzi all'accampamento dei romani e chiede la resa a Catone, che ovviamente rifiuta, e si prepara allo scontro in campo aperto contro le truppe di Talmis tre volte superiori in numero.

Grazie alle strategie attuate da Catone e Macrone lo scontro con i nubiani viene vinto, e l'esercito nemico completamente massacrato. Talmis viene fatto prigioniero e Catone in cambio della libertà si fa rivelare dove è tenuto prigioniero Aiace.
Macrone e Catone si recano sull'isola dove Aiace è prigioniero e dopo un cruento scontro, durante il quale Catone viene ferito al viso, Aiace fuggendo viene divorato dai coccodrilli.
Tornando a Roma Macrone e Catone si fermano a Capri, in quanto sia il segretario imperiale Narciso che l'imperatore stesso sono li in vacanza. Narciso si complimenta per le ultime imprese compiute, dopo che erano stati mandati in missione segreta in Siria, e promette a Catone entro fine anno la promozione definitiva a Prefetto, ovviamente rimanendo entrambi a sua disposizione per future missioni segrete.

## Personaggi
- Macrone: Centurione incaricato di catturare lo schiavo ribelle Aiace.
- Catone: Prefetto incaricato di catturare lo schiavo ribelle Aiace.
- Settimo: Optio della guarnigione di stanza nella base di approvvigionamento di Epichos.
- Filippo: Trierarca a capo della guarnigione di stanza nella base di approvvigionamento di Epichos.
- Orio: Classiario della guarnigione di Epichos.
- Karim: Schiavo ribelle al seguito di Aiace.
- Aiace: Capo del gruppo di ribelli braccato da Catone e Macrone.
- Hepithus: Schiavo ribelle al seguito di Aiace.
- Canthus: Schiavo ribelle al seguito di Aiace.
- Polemo: Trierarca della nave Ibis.
- Lucio Sempronio: Senatore. Sostituto governatore della Provincia di Creta.[5].
- Giulia Sempronia: Figlia di Lucio Sempronio, promessa sposa di Catone.
- Imperatore Claudio: Imperatore romano dal 41 d.C.
- Proculo: Centurione a comando dei legionari imbarcati sulla nave Ibis.
- Diodoro: Decurione della nave Sobek.
- Menelao: Marinaio, trovato moribondo, da Catone e Macrone, quale unico sopravvissuto dell'assalto da parte di Aiace al mercantile su cui era imbarcato.
- Gaio Petronio: Legato imperiale, governatore della Provincia d'Egitto.
- Hamedes: Sacerdote, unico superstite dopo l'assalto al tempio da parte di Aiace. Segue nella loro missione Catone e Macrone.

- Talmis: Principe dei Nubiani.
- Narciso: Segretario imperiale.
- Caio Aurelio: Prefetto di Campo della Ventiduesima Legione. Ne assume il comando dopo la morte del Legato Candido.
- Firmo: Trierarca della nave Sobek.
- Rufo: Centurione della Ventiduesima Legione.
- Polonio: Legionario della Ventiduesima Legione.
- Gaio Candido: Legato della Ventiduesima Legione.
- Archelo: Medico capo della Ventiduesima Legione.
- Carausio: Optio della Ventiduesima Legione. Unico sopravvissuto al massacro della scorta del Legato Candido.
- Aescher: Centurione della Ventiduesima Legione.
- Caio Giunio: Tribuno, di recentissima affiliazione alle coorti della Ventiduesima Legione.
- Ortorice: Schiavo ribelle celta, al seguito di Aiace.
- Minimo; Legionario della Ventiduesima Legione.
- Gemino: Capo di stato maggiore di Aurelio.
- Erofilo: Prefetto della coorte di cavalleria siriana, associata alla Ventiduesima Legione.
- Scillo: Prefetto di una coorte della Ventiduesima Legione.
- Castore: Legionario della Ventiduesima Legione.
- Decio: Legionario della Ventiduesima Legione.

## Ambientazione
| Anno    | Età Macrone | Età Catone | Ambientazione |
| ------- | ----------- | ---------- | ------------- |
| 49 d.C. | 41 anni     | 24 anni    |               |

## Edizioni
- Simon Scarrow, La legione, traduzione di Roberto Lanzi, collana Nuova Narrativa Newton, Newton Compton, 25 agosto 2011,  p. 377, ISBN 978-88-541-2970-2.
- Simon Scarrow, La legione, traduzione di Roberto Lanzi, collana Gli Insuperabili, Newton Compton, 23 agosto 2012,  p. 384, ISBN 978-88-541-4110-0.
- Simon Scarrow, La legione, traduzione di Roberto Lanzi, collana Gli Insuperabili, Newton Compton, 21 febbraio 2014,  p. 384, ISBN 978-88-541-6565-6.
- Simon Scarrow, La legione, traduzione di Roberto Lanzi, collana Gli Insuperabili Gold, Newton Compton, 13 luglio 2017,  p. 384, ISBN 978-88-227-0699-7.
- Simon Scarrow, Il centurione, il gladiatore, la legione, traduzione di Roberto Lanzi, collana SuperInsuperabili, Newton Compton, 10 settembre 2020,  p. 1.018, ISBN 978-88-541-6101-6.[6]

## Analisi
- La Legione è il terzo romanzo, della serie Eagles of the Empire, dopo La profezia dell'aquila e Il gladiatore, in cui compare l'antagonista Aiace.

- È il secondo romanzo, consecutivo, in cui compare il personaggio del governatore Gaio Petronio. La precedente apparizione risale al romanzo Il gladiatore.

- È il quarto romanzo, consecutivo, non ambientato a Roma o in Britannia.

- La missione in Giudea e Siria, a cui Macrone e Catone erano stati assegnati da Narciso nel romanzo L'aquila dell'impero, si conclude al termine di La Legione. Pertanto tale missione ed il suo tentativo di rientro a Roma si protrae per ben quattro romanzi (L'aquila dell'impero, Il Centurione, Il gladiatore, La legione).